# Podpivek

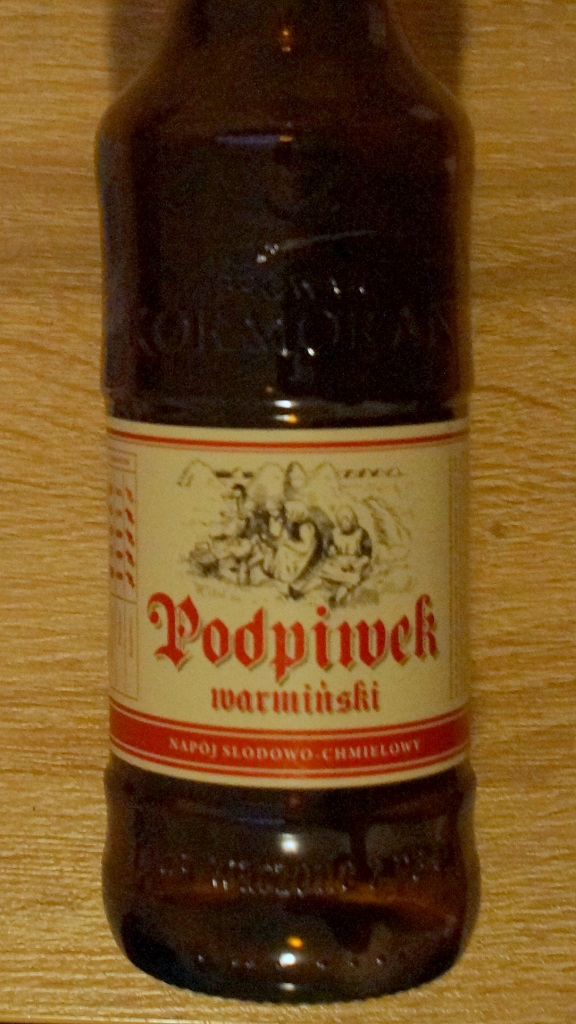
Varmský podpivek

Podpivek (polsky: podpiwek) je polský nápoj tmavé barvy a sladké chuti vyráběný kvašením obilnin s mírným obsahem alkoholu (do 0,5 %). Vyrábí se zalitím sladové mouky horkou vodou, přidáním kvasnic a následným uskladněním a fermentací v těsně uzavřené nádobě. Obvykle se vyrábí v domácích podmínkách z pražené obilné kávy, sušeného chmele, droždí, vody a cukru. V Polsku se též prodává průmyslově vyráběný podpivek nebo speciálně připravená vysušená směs pro domácí přípravu podpivku.
V období PLR se podpivku ironicky říkalo polská kokakola.

## Polské značky podpivku
- Hoop podpiwek staropolski
- Podpiwek augustowski na miodzie
- Podpiwek kujawski
- Podpiwek Jędrzej
- Podpiwek Krynka
- Podpiwek lubuski
- Podpiwek łódzki
- Podpiwek Obołoń
- Podpiwek warmiński